# Theodor Brockmann (Verwaltungsjurist)
Theodor Brockmann (* 5. Oktober 1914 in Bad Iburg; † 19. Juni 1994) war ein deutscher Verwaltungsjurist.

## Leben
Nach dem Abitur in Münster studierte Brockmann von 1935 bis 1939 Rechts- und Staatswissenschaften an der Westfälischen Wilhelms-Universität Münster, Albert-Ludwigs-Universität Freiburg und der Albertus-Universität Königsberg. Er wurde zum Doktor der Rechte promoviert. Von 1939 bis 1943 war er Soldat. 1943 legte er seine Große Juristische Staatsprüfung ab und war von 1943 bis 1953 für die Deutsche Reichsbahn und die Deutsche Bundesbahn bei der Direktion in Münster tätig. 1953 wechselte er in das Bundesministerium des Innern und hatte verschiedene Leitungsfunktionen inne. 1961 wurde er Leiter der Personal- u. Haushaltsabteilung. 1962 wurde er zum Ministerialdirektor ernannt. 1963 wurde er Abteilungsleiter des Beamten- und sonstigen Personalrechts des öffentlichen Dienstes und Wiedergutmachung.
Von Februar 1970 bis Oktober 1970 wurde er von Hans-Dietrich Genscher zum Leiter der 1969 gegründeten Bundesakademie für öffentliche Verwaltung (BAköV) ernannt, der zentralen Fortbildungseinrichtung der Bundesverwaltung in Deutschland und organisatorisch ein verselbständigter Teil des Bundesministeriums des Innern. Sein Nachfolger und erster Präsident der Akademie wurde Karl-Heinz Mattern. Am 28. März 1974 ging er in den Ruhestand. Er ist Autor eines Kommentars zur Bundeslaufbahnverordnung.
1966 wurde Theodor Brockmann von Kardinal-Großmeister Eugène Kardinal Tisserant zum Ritter des Ritterordens vom Heiligen Grab zu Jerusalem ernannt und am 22. Februar 1966 im Kölner Dom durch Lorenz Kardinal Jaeger, Großprior der deutschen Statthalterei, investiert. Er war zuletzt Offizier des Ordens. Des Weiteren war Brockmann seit 1934 Mitglied der katholischen Studentenverbindung AV Zollern Münster.
Er war seit 1943 verheiratet mit Christine, geb. Berlage; aus der Ehe gingen zwei Kinder hervor.

## Ehrungen und Auszeichnungen
- Ritterschlag zum Ritter vom Heiligen Grab (1966)
- Großes Bundesverdienstkreuz des Verdienstordens der Bundesrepublik Deutschland (1974)

## Schriften
- Bundeslaufbahnverordnung: Erläuterungsbuch, Vahlen 1956

## Herausgeber
- Bundesbeamtengesetz (BBG) und Beamtenrechtsrahmengesetz (BRRG): in der Fassung der Bekanntmachung vom 3. Januar 1977 geändert durch Gesetz vom 18. Februar 1977, Verlagsanstalt des Dt. Beamtenbundes Dt. Beamtenverlages 1978
- Beamtenversorgungsgesetz: BeamtVG; Gesetz über d. Versorgung d. Beamten u. Richter in Bund u. Ländern; vom 24. Aug. 1976 (BGBl. I S. 2485, 3839); Textausg. mit Allg. Verwaltungsvorschriften, Durchführungsverordnungen, weiteren Rechtsvorschriften, Ausführungsbestimmungen, Verlagsanstalt des Dt. Beamtenbundes Dt. Beamtenverlages 1981